# Yaraana (film, 1995)
Pour plus de détails, voir Fiche technique et Distribution.
Yaraana (याराना) est un film dramatique indien, réalisé par David Dhawan, sorti en 1995.

## Fiche technique
Sauf indication contraire, les informations mentionnées dans cette section peuvent être confirmées par la base de données cinématographiques IMDb,  présente dans la section « Liens externes ».
- Titre : Yaraana
- Titre original : याराना
- Réalisation : David Dhawan
- Scénario : Reema Rakesh Nath
- Dialogues : Reema Rakesh Nath
- Direction artistique : R. Verman Shetty
- Décors : Nitin Chandrakant Desai
- Costumes : Leena Daru
- Maquillage : Pradeep Premgirikar
- Photographie : Rajan Kinagi
- Montage : A. Muthu
- Musique : Anu Malik, Shyam-Surender
- Paroles : Rahat Indori, Rani Malik, Maya Govind
- Production : Yusuf Bhatt, Reema Rakesh Nath
- Sociétés de production : Samna Films
- Sociétés de distribution : Eros Entertainment
- Société d'effets spéciaux : Milgrey Optical Center
- Budget de production : 600 000 000 ₹
- Pays d'origine :  Inde
- Langues : Hindi
- Format : Couleurs - 2,35:1 - Dolby Digital - 35 mm
- Genre : Action, drame, musical, romance, thriller
- Durée : 125 minutes (2 h 05)
- Dates de sorties en salles :
  -  Inde : 20 octobre 1995

## Distribution
- Rishi Kapoor : Raj
- Madhuri Dixit : Lalita / Shikha
- Raj Babbar : JB / Inspecteur Pradhan
- Kader Khan : Rai Saheb
- Shakti Kapoor : Banke
- Tej Sapru : Madhi Mama
- Anil Dhawan : Dr. Rashid
- Satish Kaul : Inspector
- Vikas Anand : le père de la fille qui meurt d'un accident
- Brij Gopal : Man Who Brought Mangoes
- Babbanlal Yadav : un père de famille
- Dina Pathak : Durga
- Sulabha Deshpande : Mme De'Souza
- Sadashiv Amrapurkar : Mungarilal
- Himani Shivpuri : Champa

## Distinctions
| Date            | Distinction     | Catégorie                                     | Nom                                             | Résultat   |
| --------------- | --------------- | --------------------------------------------- | ----------------------------------------------- | ---------- |
| 24 février 1996 | Filmfare Awards | Meilleure chanteuse de play-back              | Kavita Krishnamurthy (pour Mera Piya Ghar Aaya) | Lauréat    |
| 24 février 1996 | Filmfare Awards | Meilleure actrice                             | Madhuri Dixit                                   | Nomination |
| 24 février 1996 | Filmfare Awards | Meilleure performance dans un rôle de méchant | Raj Babbar                                      | Nomination |